# Pheidologeton ruber
Pheidologeton ruber é uma espécie de formiga do gênero Pheidologeton, pertencente à subfamília Myrmicinae.